# Byun Ki-hyun
변기현
Œuvres principales
Première œuvre : Nouilles Tchajang
Autres ouvrages :
- Lotto Blues
- Corée, la Corée vue par 12 auteurs
- Z, le chat
- Les Nuits assassines

Dans ce nom coréen, le nom de famille, Byun, précède le nom personnel.
Byun Ki-hyun (변기현), né en 1978 en Corée du Sud, est un manhwaga.

## Biographie
Byun Ki-hyun a suivi des études de bande dessinée à l’université de Sangmyeong en Corée du sud, dont il sort diplômé en 2003.
Il est membre d'un trio de dessinateurs de manhwas, « Métamorphose en trois étapes », avec Choi Kyu-sok et Suk Jung-hyun.

## Récompenses
- 2003 : Prix des jeunes espoirs du concours de la bande dessinée coréano-japonaise au Festival international de la bande dessinée d'Angoulême[1].
- 2004 : Prix du meilleur scénario au Festival international de la bande dessinée et de l'animation de Dong-a LG pour le récit Amour dans la ville yogourt[2].